# Liste der Klöster in Rheinland-Pfalz

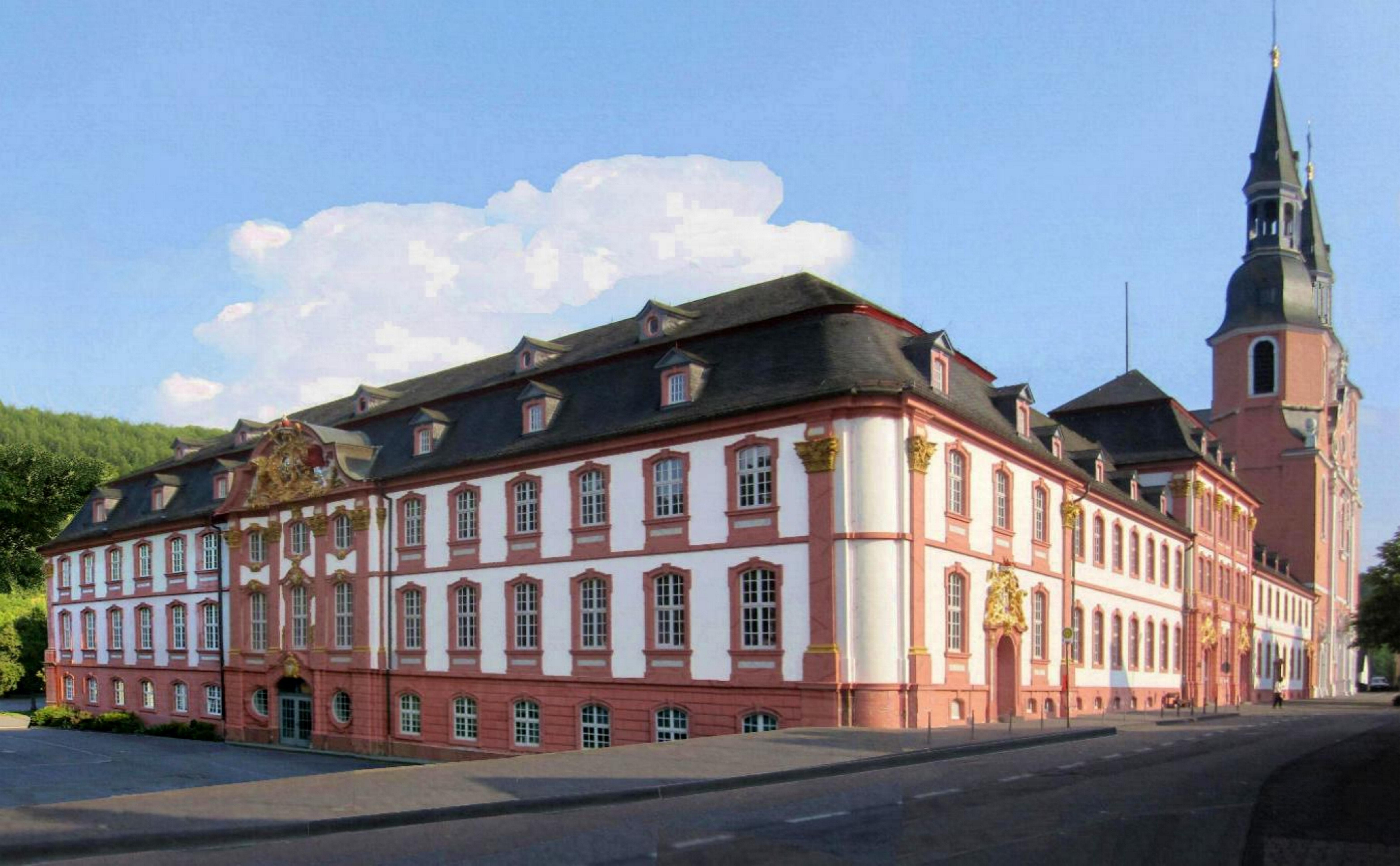
Abtei Prüm mit der St. Salvator-Basilika

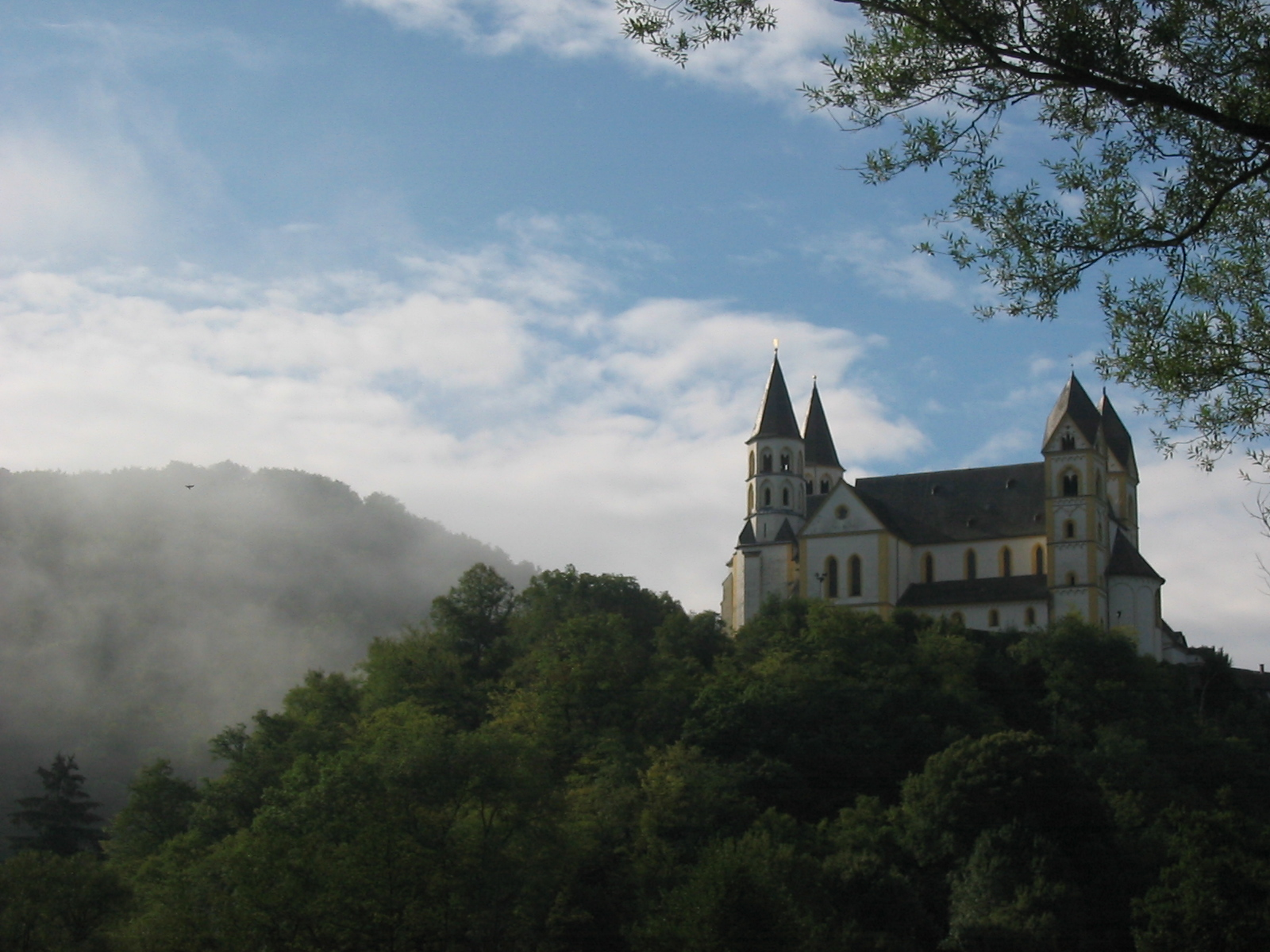
Kloster Arnstein

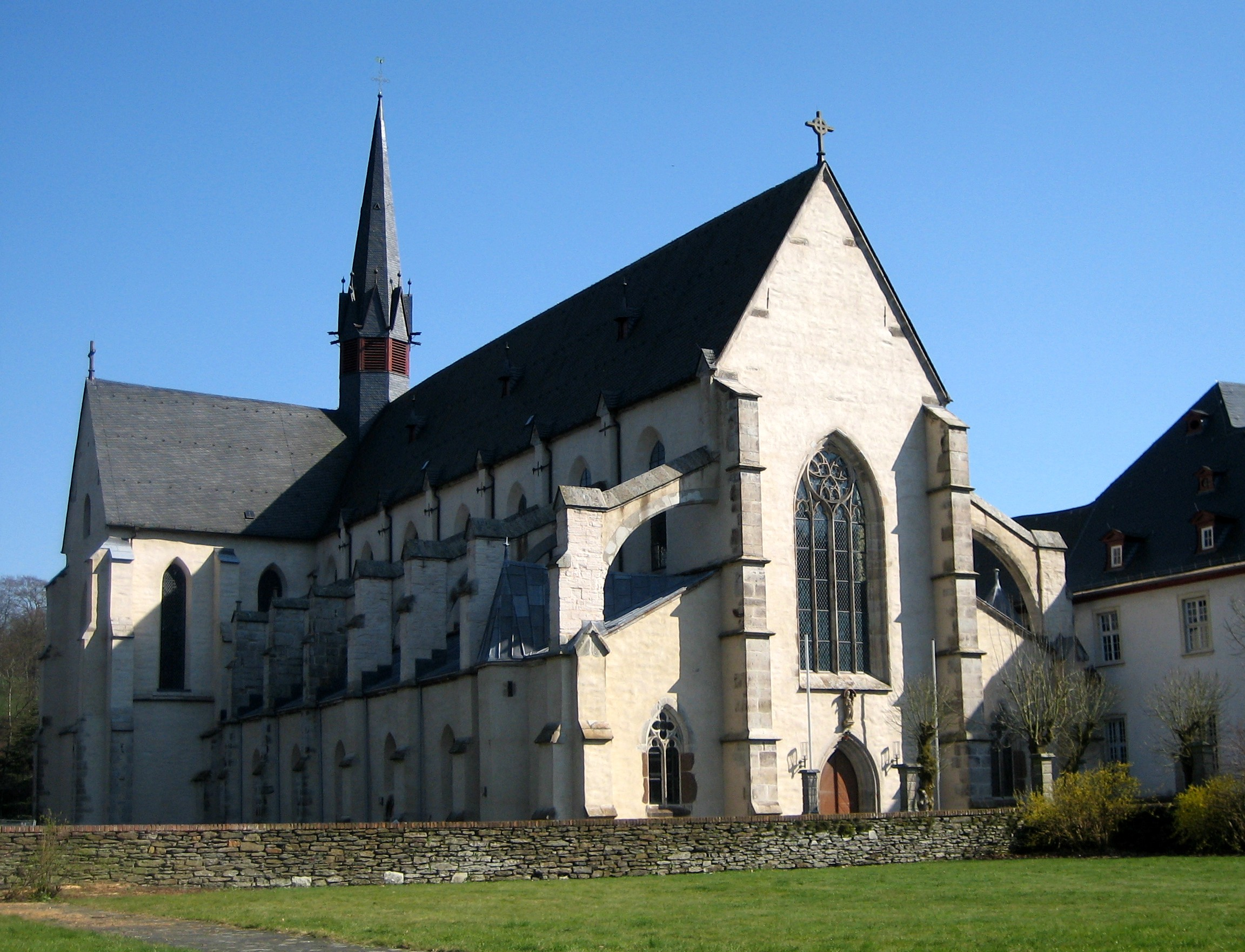
Kloster Marienstatt

Die Liste Klöster in Rheinland-Pfalz gibt einen Überblick über die Klöster in Rheinland-Pfalz.

## Liste
Landkreis Ahrweiler
- Kloster Kalvarienberg, Ahrweiler
- Abtei Maria Laach, Glees
- Franziskanerinnenkloster Rolandswerth, Insel Nonnenwerth

Landkreis Altenkirchen
- Kloster Marienthal, Seelbach bei Hamm (Sieg)

Landkreis Bad Kreuznach
- Kloster Sankt Katharinen, Sankt Katharinen
- Kloster Disibodenberg, Staudernheim

Landkreis Bernkastel-Wittlich
- Kloster Himmerod
- Kloster Machern
- Kloster Springiersbach

Landkreis Cochem-Zell
- Kloster Karmel St. Josef, Auderath
- Kloster Rosenthal, Binningen
- Kloster Stuben, Bremm
- Kloster Ebernach, Cochem, Stadtteil Sehl
- Kloster Maria Engelport, Treis-Karden

Donnersbergkreis
- Kloster Rosenthal, Kerzenheim, Ortsteil Rosenthal
- Kloster St. Remigius, Kerzenheim
- Kloster Ramsen, Ramsen
- Kloster Hane, Bolanden
- Kloster Gethsemani, Dannenfels

Eifelkreis Bitburg-Prüm
- Abtei Prüm, Prüm

Landkreis Germersheim
- Katholische Pfarrkirche St. Jakobus und ehemaliges Servitenkloster, Germersheim
- Ehemaliges Kloster Hördt, Hördt

Landkreis Kaiserslautern
- Abtei Otterberg, Otterberg
- Kloster Enkenbach, Enkenbach-Alsenborn
- Kloster Fischbach, Fischbach bei Kaiserslautern

Koblenz
- Kloster Arenberg
- Kloster Bethlehem
- Kapuzinerkloster Koblenz
- Kloster Maria Trost
- Pallottinerkloster Koblenz
- Salesianerinnenkloster Koblenz

Ehemalige:
- Dominikanerkloster Koblenz
- Barbarakloster
- Benediktinerinnenkloster Koblenz
- Franziskanerkloster Koblenz
- Kartäuserkloster

Landkreis Mainz-Bingen
- Ehemaliges Kloster Ingelheimerhausen, Ingelheim am Rhein
- Ehemaliges Kloster Engelthal, Ingelheim am Rhein, Stadtteil Ober-Ingelheim
- Kloster Mariacron, Oppenheim

Landkreis Mayen-Koblenz
- Kloster Tönisstein, Andernach
- ehem. Abtei St. Thomas, Andernach
- Abtei Sayn, Bendorf, Stadtteil Sayn

Landkreis Neuwied

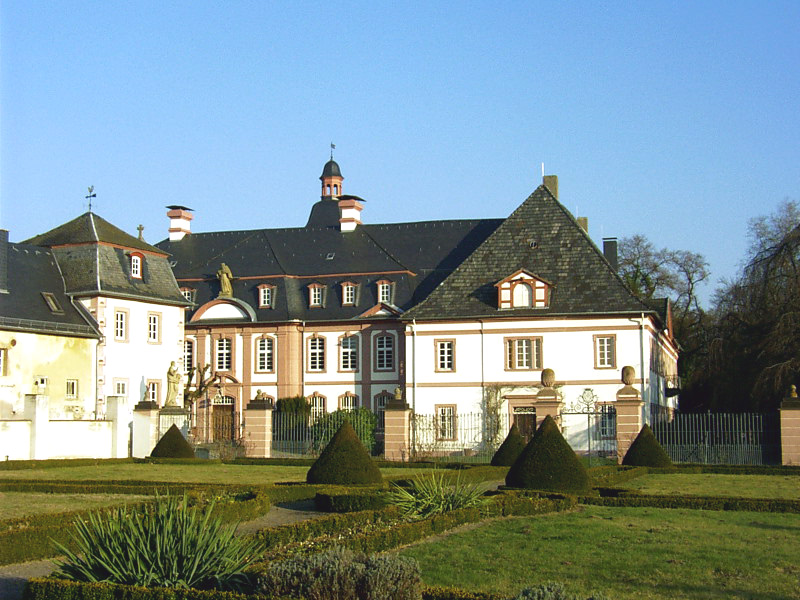
Abtei Rommersdorf

- Kloster Ehrenstein, Asbach (Westerwald)
- Kloster Wülfersberg, Neuwied, Stadtteil Gladbach
- Abtei Rommersdorf, Neuwied, Stadtteil Heimbach-Weis
- Kloster St. Katharinen, Sankt Katharinen
- Kloster Marienhaus, Waldbreitbach

Pirmasens
- Arme Franziskanerinnen von der Heiligen Familie

Rhein-Hunsrück-Kreis

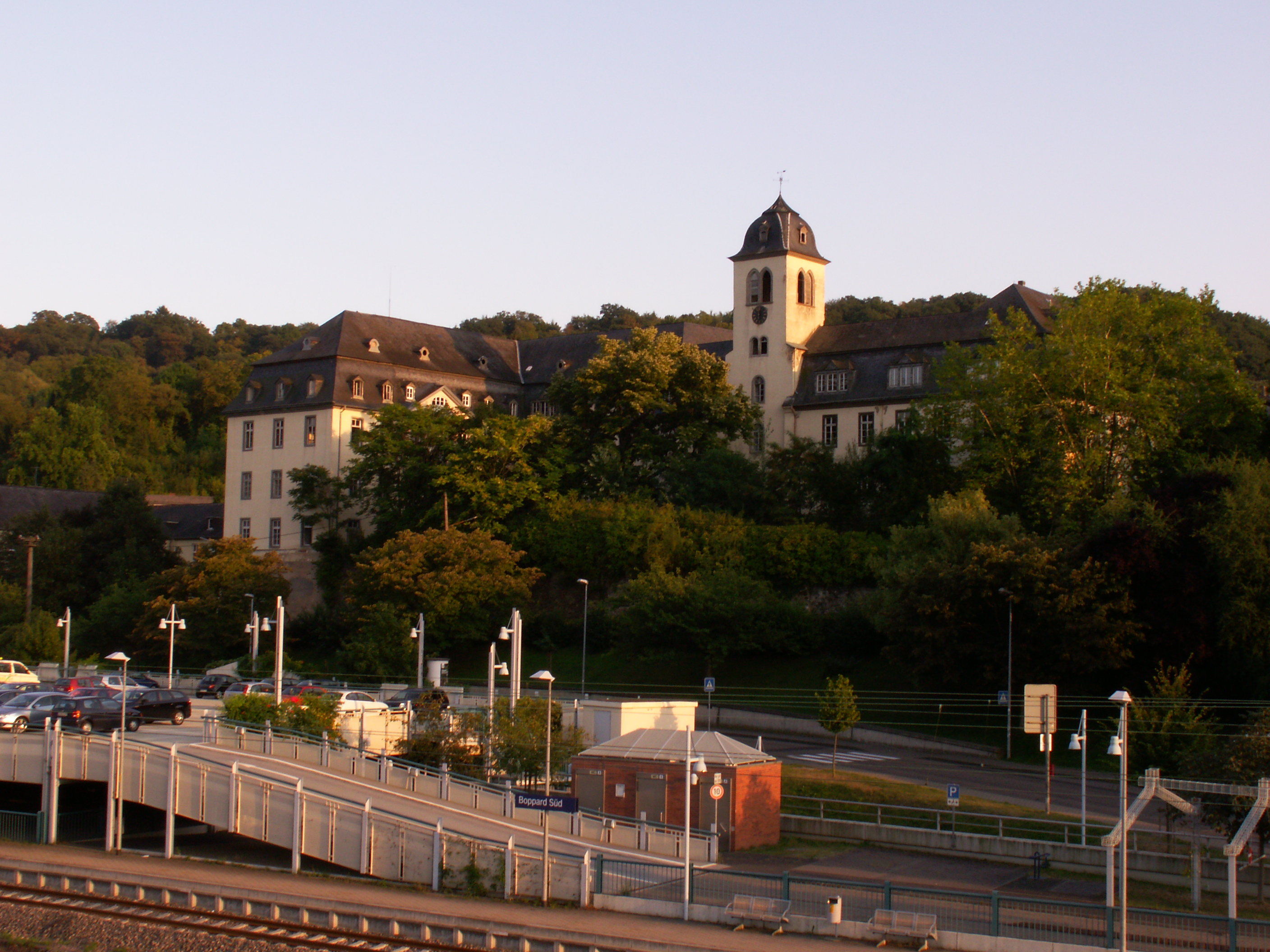
Kloster Marienberg

- Ehemaliges Karmeliterkloster, Boppard
- Ehemaliges Kloster Marienberg, Boppard
- Ehemaliges Franziskanerkloster, Boppard
- Ehemaliges Kloster St. Martin, Boppard
- Ehemaliges Augustinerinnen-Kloster, Peternach
- Kloster Ravengiersburg, Ravengiersburg

Rhein-Lahn-Kreis
- Kloster Dierstein, Diez
- Kloster Bornhofen, Kamp-Bornhofen
- Kloster Allerheiligenberg, Lahnstein
- Kloster Arnstein, Obernhof
- Klosterruine Brunnenburg, Obernhof
- Kloster Bärbach, Schönborn
- Kloster Schönau, Strüth

Landkreis Südliche Weinstraße
- Kloster Eußerthal, Eußerthal
- Kloster Liebfrauenberg, Bad Bergzabern
- Reichskloster Klingenmünster, Klingenmünster
- Kloster Heilsbruck, Edenkoben

Landkreis Südwestpfalz
- Kloster Hornbach, Hornbach

Trier
- Benediktinerabtei St. Matthias
- Reichsabtei St. Maximin

Landkreis Vulkaneifel
- Kloster Niederehe, Üxheim, Ortsteil Niederehe

Westerwaldkreis
- Abtei Marienstatt, Streithausen

Worms
- Liste der historischen Kirchen, Klöster und Kapellen in Worms